# Memecylon novoguineense
Memecylon novoguineense är en tvåhjärtbladig växtart som beskrevs av Baker f.. Memecylon novoguineense ingår i släktet Memecylon och familjen Melastomataceae. Inga underarter finns listade i Catalogue of Life.